# Аїрола
Айрола (італ. Airola) — муніципалітет в Італії, у регіоні Кампанія, провінція Беневенто.
Айрола розташована на відстані близько 200 км на південний схід від Рима, 38 км на північний схід від Неаполя, 20 км на захід від Беневенто.
Населення — 8146 осіб (2014).

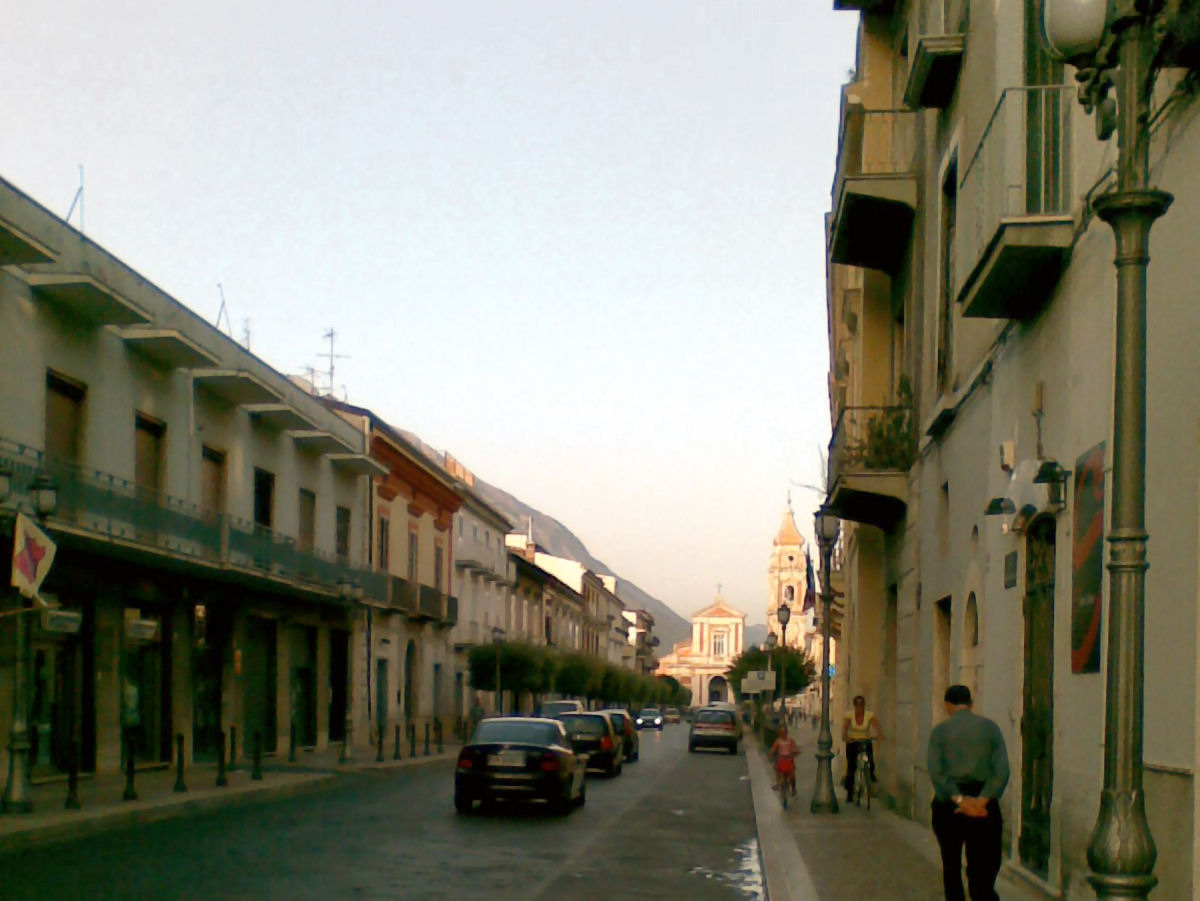

Щорічний фестиваль відбувається 23 квітня. Покровитель — святий Юрій.

## Демографія
Населення за роками:

Станом на 1 січня 2023 року в муніципалітеті офіційно проживали 343 іноземці з 34 країн, серед них 70 громадян країн Євросоюзу та 60 громадян України.

## Сусідні муніципалітети
- Арпая
- Бонеа
- Буччано
- Форкія
- Мояно
- Паолізі
- Ротонді